# Prävention (Lernförderung)
In der Pädagogik bezeichnet Prävention methodische, vorbeugende Maßnahmen und Frühförderungen, die zumeist explizit das Gebiet der Lernstörungen betreffen. Bleidick (S. 308) versteht unter Prävention ein Programm aus gebündelten Teilaufgaben. Es handelt sich dabei um schulische Maßnahmen, die Störungen der Leistungs- und Sozialentwicklung verhindern oder mindern sollen. 
Zielinski (S. 153) unterscheidet bei der Prävention von Lernschwierigkeiten zwischen der Identifizierung von Risikopersonen und von Risikobedingungen.

## Primäre Prävention (Prophylaxe)
Unter primärer Prävention (PP) versteht man vor allem eine eher allgemein gehaltene Gesundheitsförderung bzw. körperspezifische Gesundheitsvorsorge (vgl. Bleidick S. 143).
Sie beschreibt die Maßnahmen, welche vor Auftreten einer Störung ansetzen sollen, so dass aus einer zeitweiligen Krise kein dauerhaftes Fehlverhalten entsteht (vgl. Bleidick S. 312f.). Erwin Reichmann beschreibt die primäre Prävention als frühzeitige Erkennung und Behandlung von Störungen in der Entwicklung und erwähnt das von der Sozialschicht unabhängige Anrecht aller Kinder auf Prävention und Intervention. Er fordert hinsichtlich der PP das Betrachten der gesamten Umwelt, die Einfluss auf das Kind hat: ungesunde Lebensverhältnisse, gesundheitliche Störungen, Risikofaktoren im familiären Bereich und gesellschaftliche Verhältnisse. Reichmann legt dabei Wert auf die Aufklärungsarbeit mit Eltern bzw. Erziehungsberechtigten.
Zur primären Prävention gehört laut Bleidick (S. 312) und Reichmann (S. 242) auch ein Kompetenzkonzept. Das Ziel eines solchen Konzeptes ist es, die Schüler zu befähigen (lebensnahe) Situationen richtig einzuschätzen sowie mit Frustration und Aggression umzugehen. So sollen sie auf das außer- und nachschulische Leben und schwierige Lebenssituationen vorbereitet werden.   
Zusammengefasst umschreibt die PP demnach einen Zustand, in dem die Lernstörung noch nicht oder nur ansatzweise besteht und dementsprechend vor der tatsächlichen Manifestation interveniert werden sollte. Die PP erfolgt vorrangig in Kindergärten und Grundschulen.

## Sekundäre Prävention
Die sekundäre Prävention (SP) umschreibt Bleidick (S. 143) als Früherkennung bzw. Frühförderung. Reichmann hingegen (S. 242) führt darüber hinaus an: Vorsorgeuntersuchungen im Kleinkindalter, die Verwendung von Screeningmethoden (Suchtests) und die anleitende Unterstützung bzw. pädagogische Beratung  von Erziehern und Eltern.
Zusätzlich verweist er auf die „Empfehlungen der Bildungskommission“ des Deutschen Bildungsrates hinsichtlich Prävention bzw. Präventionsmaßnahmen. 
Der Schwerpunkt der SP liegt demnach auf der Frühförderung bzw. auf der Verhinderung generalisierter Lernschwierigkeiten, meist bei Kindern die bereits auffällig geworden sind, daher betrifft die SP hauptsächlich die Grund- und Hauptschule.

## Tertiäre Prävention
Bleidick (S. 143) etikettiert die tertiäre Prävention (TP) als Verhinderungsprophylaxe weiterer Schäden. Bei der TP handelt es sich nun definitiv um ein institutionelles Eingreifen, bei Schädigungen die bereits existieren (vgl. Reichmann, S. 243f). Hier finden Diagnostik, Beratung und Behandlung ihren Platz (ebd.) 
Die TP verfolgt die grundlegende Aufgabe lernbehinderte Kinder psychisch zu stabilisieren und zu rehabilitieren. Ein wichtiger Aspekt der TP ist auch die Verhütung vor Folgebehinderungen.